# Nas (raper)
Nasir bin Olu Dara Jones (Nova York, 14 de setembre de 1973), anomenat simplement Nas i també Nasty Nas, és un raper i actor estatunidenc, fill del músic de jazz Olu Dara. Des del 1994, Nas ha gravat onze àlbums d'estudi, i ha actuat en diverses pel·lícules, com Temps límit (2001). També té un segell discogràfic propi i una editorial que publica revistes.

## Àlbums d'estudi
- Illmatic (1994)
- It Was Written (1996)
- I Am... (1999)
- Nastradamus (1999)
- Stillmatic (2001)
- God's Son (2002)
- Street's Disciple (2004)
- Hip Hop Is Dead (2006)
- Untitled (2008)
- Life Is Good (2012)
- Nasir (2018)
- The Lost Tapes (2019)
- King's Disease (2020)
- It was Written (Expanded Edition) (2021)
- King's Disease II (2021)